# Yu Shyi-kun
Yu Shyi-kun (chiń. upr. 游錫堃; chiń. trad. 游锡堃; pinyin Yóu Xíkūn; pe̍h-ōe-jī Iû Siah-khun; ur. 25 kwietnia 1948) – polityk tajwański.
Pochodzi z ubogiej rodziny rolniczej ze wsi Taihe, położonej w tajwańskim powiecie Yilan. Działacz antykuomintangowskiej opozycji, był m.in. sekretarzem generalnym ruchu dangwai. W 1986 roku współtworzył Demokratyczną Partię Postępową. Był wieloletnim członkiem Komitetu Centralnego DPP oraz radnym powiatu Yilan w latach 1990-1997. W 1999 roku został sekretarzem generalnym partii i kierował kampanią wyborczą Chen Shui-biana, startującego w 2000 roku w wyborach prezydenckich. Po zwycięstwie Chen Shui-biana został mianowany wicepremierem i szefem Komisji Sytuacji Nadzwyczajnych, ale stracił stanowisko po pół roku, kiedy opinia publiczna została zbulwersowana trzygodzinnymi przepychankami między urzędnikami, które opóźniły wysłanie helikoptera i akcję ratunkową dla czterech robotników w zatoce Bazhang; robotnicy utonęli.
W 2001 roku został mianowany sekretarzem generalnym Urzędu Prezydenta. 1 lutego 2002 roku objął stanowisko premiera. Zrezygnował z tej funkcji na początku 2005 roku. W styczniu 2006 roku wybrany przewodniczącym DPP, typowany był jako kandydat partii w wyborach prezydenckich na 2008 rok. Zdecydowany zwolennik niepodległości Tajwanu i budowania odrębnej od chińskiej tożsamości narodowej, postulował m.in. zniesienie uroczystych obchodów rocznic urodzin i śmierci Czang Kaj-szeka.
21 września 2007 roku został oskarżony o defraudację ponad 2 milionów dolarów tajwańskich z funduszy rządowych w okresie sprawowania urzędu premiera. Kilka dni później w związku z postawionymi zarzutami zrzekł się funkcji przewodniczącego DPP.